# Тядо

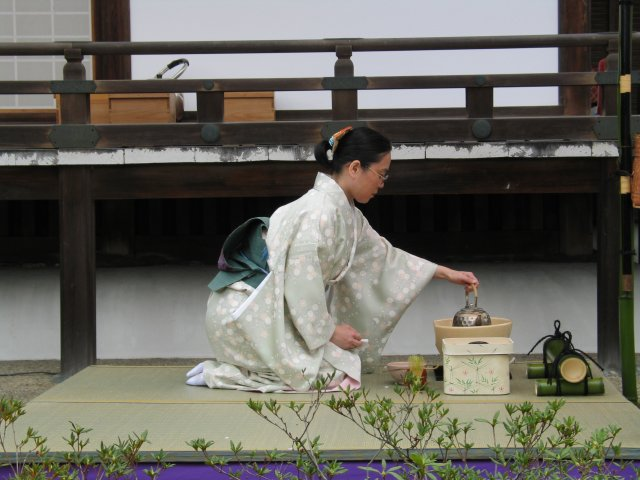
Чайна церемонія

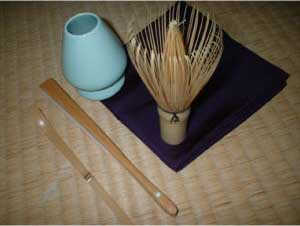
Прибори для чайної церемонії

Тядо́, Садо́ (яп. 茶道, ちゃどう / さどう, тядо: садо: «шлях чаю») або Тяною́ (яп. 茶の湯, ちゃのゆう, тяною:, «чайний окріп») — система правил приготування зеленого чаю і чаювання в Японії. Оформилася у XIV столітті, у період Муроматі. Розвинулась як окремий вид мистецтва з другої половини XVII століття. Поширена серед різних верств населення з XVIII століття. Відома у Західному світі як Чайна церемонія.

## Історія
Японський архіпелаг розташований на сході зони лаврових лісів і чай як складова рослина цієї зони міг зростати на його території, однак жодних ознак поширення чаю в Японії природним шляхом в минулому не зафіксовано. Знання ж про техніку вирощування, обробки і приготування чаю потрапили до архіпелагу лише у IX столітті з Китаю, на початку періоду Хей'ан. Припускають, що культура чаювання з'явилася у Японії після 804 року, коли буддистські ченці Кукай і Сайтьо повернулися зі стажування у китайській імперії Тан на батьківщину. Поштовхом до розвитку цієї культури стала діяльність монаха Ейтю, який після 30-річного перебування у Китаї поширював серед аристократів і духовенства двору Імператора Саґи заморський звичай розпиття чаю. Наприкінці IX століття мода на чаювання зникла, проте у буддистських монастирях столиці залишилась практика поїти ченців чаєм під час нічних (всенічних) молебнів і служінь як антиснодійним. З цією метою чай вирощували на маленьких чайних садах цих монастирів, а також садах Імператорського палацу.
Тогочасний чай у Китаї і Японії називали «кубиковим». Під час приготування напою чайний кубик розкришували і заварювали в окропі. Проте у другій половині X століття китайці перейшли від «кубикового» до «порошкового» чаю. Про цей вид чаю згадував у своєму щоденнику японський монах Дзьодзін, який у 1072 році стажувався у китайській імперії Сун. Монах вживав чайний напій як ліки, але повідомляв, що китайці п'ють його як воду і, зазвичай, подають гостям. Популяризацію нового «порошкового» чаю в Японії здійснив дзенівський чернець Ейсай, який у 1168 і 1191 роках перебував на навчанні у Китаї. У трактаті «Записи про лікування чаюванням», який було піднесено сьоґуну Мінамото но Санетомо, він так само наголошував на лікувальних властивостях чайного напою.
Культура вирощування чаю в Японії також пов'язана з діяльністю Ейсая. Перший якісний японський чай було отримано із привезених ним китайських зерен, які він передав ченцю Мьое, настоятелю столичного монастиря Кодзандзі у місцевості Тоґаноо. Цей чай отримав назву тоґанооського, або «справжнього» і протиставлявся «несправжньому», який вирощували в інших районах країни. У XIII столітті, у період Камакура, вирощування чаю прижилося у сільській місцевості, так що у XIV столітті влада впровадила особливий податок на селян — «чайовий». Поширення чайної культури сприяло появі чайних турнірів, на яких учасники дегустували чаї різних виробників та змагалися у визначенні «справжнього» і «несправжнього» чаю. Ці азартні турніри були популярними у середовищі заможних верств населення: аристократії, частини самурайства та купців.
Етикет чайної церемонії закладався працями таких ченців, як Іккю Содзюн (1394–1481), — наставник храму Дайтокудзі у Кіото. Один з його учнів Мурата Дзюко (1422–1502) заклав основи чайної традиції завдяки сьоґунові Ісіміцу з роду Асікаґа (1435–1490).
Патріархом сучасної чайної церемонії, яка відома широко в Японії і за кордоном, став сакайський купець Сен но Рікю (1522–1591).

## Принципи чайної церемонії
Класичне чайне дійство як процес регулюється чотирма принципами: гармонія (Ва), шанування (Кей), чистота (Сей), спокій (Дзяку), які називають «чотирма шляхетними істинами» шляху чаю, за аналогією з «чотирма шляхетними істинами» буддизму, підкреслюючи їхнє найважливіше значення для чайної церемонії.
«Гармонія» передбачає внутрішню єдність між учасниками чаювання, коли перестають відчуватися відмінності між «гостями» («головним гостем» та іншими «гостями») і між «гостями» і «господарем» — всі присутні стають якимось внутрішнім однорідним цілим. Душевний стан учасників церемонії повинен бути співзвучним атмосфері, яка панує в чайній кімнаті.
«Шанування» — у ньому проглядаються два рівні. Перший рівень — загальнокультурний. Учасник чаювання повинен з повагою ставитися до присутніх в чайній кімнаті, до свого настрою, до дійства, до навколишніх речей. Другий рівень — буддистський. Приклад такого шанування можна побачити у ставленні до оточення Бодхісаттви Садапарібхути (Ніколи Не зневажати), персонажа Сутри про Квітку Лотоса Чудової Дхарми. Садапарібхута ставився з повагою навіть до останнього негідника, оскільки знав, що справжня природа будь-якої живої істоти — «природа Будди». З такою ж повагою повинен ставитися учасник церемонії до чайного дійства.
«Чистота» — брати участь у чайній церемонії можна тільки з чистим серцем і помислами, без будь-яких корисливих намірів. Чистота ототожнюється з добром. Звільнення від нечистот асоціювалося з набуттям заступництва богів і, отже, зі здоров'ям і отриманням всіляких благ. Проходження учасників чайного дійства по «росяній землі», ополіскування рота й обмивання рук перед входом в чайну кімнату повторює церемонію очищення водою рук і рота перед входом в синтоїстське святилище. У саду біля чайного будиночка споруджувався туалет, який не використовувався за призначенням, а символізував очищеність як прилеглої до будиночка території, так і внутрішніх його приміщень.
«Спокій» — неодмінною умовою участі в чайній церемонії є спокійний стан духу як «господаря», так і «гостей». З повним спокоєм, тобто без хвилювання чи роздратування, учасники чаювання повинні ставитися до ритуалу та використовуваного начиння. Ці вимоги являють собою всього лише зовнішні вираження дотримання цього принципу. Він має глибинний буддистський пласт, який відкривається в процесі чайного дійства. Отже, стан повного спокою знаходиться учасником чаювання тоді, коли він осягає справжню сутність буття, його порожнечу, і чайне дійство як раз і є засобом досягнення цього спокою. Участь у чайній церемонії означає сходження за рівнями спокою — від відносного (спокій думок, рухів, погляду на оточення) до абсолютного.
«Гармонія», «шанування», «чистота» і «спокій» є різними сторонами єдиного цілого, тому всі чотири категорії взаємозалежні, тому недотримання будь-якого принципу робить чаювання неповноцінним. Відчуття учасника чайної церемонії вабі, проведеної відповідно до основоположних установок такого роду дійства, передається знаменитою фразою «єдина зустріч у житті (Ітіго-ітіе)».
Класичними вважаються міркування про «єдине чаювання в житті» Ші Наосуке в трактаті «Збірник про єдине чаювання». У цьому творі докладно розглядається настрій господаря і гостя з початку і до кінця чайного зібрання. Навіть якщо зібрання з тим самим господарем і з тими ж гостями повторювати неодноразово, зібрання, у якому беруть участь сьогодні ці особи, не буде таким же вдруге. Це дійсно єдине зібрання. Господар направляє своє серце на десять тисяч справ, повністю вичерпує свою щирість і щирість[прояснити], щоб не було ні найменшої грубості стосовно гостей. Гості ж знають, що зустрітися з господарем на такому зібранні ще раз важко і тому повинні обмінятися з ним щирістю. Вищий сенс «єдиного зібрання у житті» полягає саме в тому, щоб ні господар, ні гості в жодному разі не пили навіть ковтка чаю зі зверхністю до цього дійства. Всі учасники цього чаювання спілкуються безпосередньо через серце. Саме під час «єдиного зібрання» учасники звільняються від уподобань до всього зовнішнього, «до тимчасових імен», і відкривають у собі «природу Будди», того, що свого часу дає імпульс до прояву в звичайному житті всіх прихованих фізичних і духовних сил, а також відчуття безмежного щастя.

## Чайна церемонія
Чайна церемонія — складна і досить багатопланова дія, що реалізовується перш за все через ритуал. Своєю чергою проходження ритуалу вимагає відповідного душевного настрою і, так би мовити, матеріального забезпечення. Тільки за таких умов можливе досягнення мети чайної церемонії — розуміння учасниками «смаку дзен і смаку чаю».
Організація чайного дійства починається із запрошення гостей. Основним принципом цього першого акту, а за ним і всіх інших, є задоволення бажань інших, навіть за рахунок власних почуттів і симпатій. Це правило базується в першу чергу на шануванні. Улаштовувач чайної церемонії повинен ретельно обміркувати список запрошених гостей, кількість яких у стандартній церемонії становить п'ять осіб. Особлива увага приділяється вибору головного гостя (секаку). Це повинна бути шанована людина, яка добре знає ритуал, адже саме вона починає всі ритуальні дії, які належить виконати гостям. Особа, яку господар вирішив запросити як головного гостя, сповіщається за тиждень або ж раніше.
Після переговорів з головним гостем і узгодженням списку інших учасників церемонії господар направляє письмові запрошення іншим потенційним учасникам дійства. У листах вказується час і місце проведення чаювання, його вид, перераховуються всі запрошені особи. Отримавши листа, ця особа має якомога швидше дати відповідь господареві.
Для церемонії гості готують відповідний одяг. Гості приносять з собою складені аркуші паперу, свого роду серветки, які кладуть за одворот кімоно, дві шовкові хустки — велику і маленьку, а також загострену паличку (куромодзі). За допомогою куромодзі беруть деякі види солодощів, що подають після закусок.
За багатовікову історію чайної церемонії устоялося і здобуло канонічні форми сім типів чаювань:
1. «Чайне дійство на світанку» (анацукі-но тядзі).
2. «Чайне дійство вранці» (аса-но тядзі).
3. «Чайне дійство опівдні» (сеґо-но тядзі).
4. «Чайне дійство вночі» (ебанасі-но тядзі).
5. «Чайне дійство з ласощами» (касі-но тядзі).
6. «Чайне дійство поза (певного) часу» (Фудзі-но тядзі).
7. «Чайне дійство (влаштовується для тих, хто) прийшов після (основного чаювання)» (атомі-но тядзі).

Еталонною вважається чайна церемонія, яка влаштовується в середині дня, що збігається з часом обіду. Чайне дійство є довготривалим (близько чотирьох годин) і складним за ритуалом, що складається з трьох видів: прийняття їжі, пиття «густого чаю» і пиття «рідкого чаю». Центральним є пиття «густого чаю». Важливим також є суворе виконання всіх без винятку ритуальних дій.
Чайне дійство починається зі збору гостей у спеціальному приміщенні, яке називається матіа. Тоді ж набуває чинності комплекс правил, який чітко регламентує поведінку гостей. У чайній церемонії ролі розподіляються між двома сторонами — господарем і гостями. Формально господар — організатор, диригент чаювання. Гості — ведені, підкоряються вказівкам господаря. Проте протягом усього чайного дійства господар виконує по суті роль слуги: він вітає гостей на початку церемонії, виносить в чайну кімнату начиння, готує напій, підносить його гостям, після закінчення церемонії забирає начиння, проводжає гостей. Зрештою, сам господар не п'є чай, а лише готує і пропонує його гостям.

### Різновиди японського чаю
1. Сен-Ча («ча» — чай по-японськи): найтиповіший вид японського зеленого чаю, що покриває 85 % усього обсягу. Збирають тільки м'якоть чайного листя. Збір відбувається звичайно раннім літом. Існує також і елітний сорт того ж сен-ча, зібраний раніше, у якого смак ніжніший, солодший й менш гіркий. І той, і інший чай після парової обробки мнуть і висушують. Чим чай зеленіший, тим він кращий. Сен-Ча не повинен містити жодного стебла. Тільки листя, скручене в тоненькі трубочки. Чим воно дрібніше, тим якість гірше. Вони можуть бути довгенькими, але розрубаними бути не повинні.
2. Бан-Ча готується за тим же рецептом, що і сен-ча, але зі стебел.
3. Ходжі-Ча — це засмажений до коричневого кольору сен-ча або бан-ча. Має дуже сильний аромат.
4. Генмай-Ча — це суміш хожи-ча або сен-ча з рисинками, приготовленими під високим тиском, і іншими ароматними крупами. Своєрідний присмак смажених круп освіжає подання[що це?] про чай. Низький вміст самого чаю дозволяє вживання в будь-який час людям будь-якого віку.
5. Ґекуро-Ча — це найдорожчий і найякісніший чай. Вирощується під спеціальними поличкоподібними ґратами, щоб не було прямого попадання сонця. Після температурної обробки його також мнуть і висушують, але серед гекуро буває чай ручної роботи, що позначає, що він м'ятий людськими руками. Цей чай п'ють із маленьких чашечок через його насичений смак.
6. Мат-Ча — виготовляється як гекуро, у півтіні, але без переминання, й перетирається в порошок. Цей сорт чаю й використовують для чайної церемонії

## Чайні будиночки
Майстри чаю найпильнішу увагу приділяли організації простору навколо чайного будинку, в результаті чого з'явився спеціальний чайний сад (тянива), що одержав поширення з кінця XVI століття.
Збудовані, як правило, на невеликій ділянці землі між основними будівлями чайні будинки мали спочатку лише вузький підхід у вигляді доріжки (Родз), що в точному перекладі означає «земля, зволожена росою» або «росяна земля». Функція «Родз» полягає в очищенні гостя від скверни тлінного світу. Згодом цим терміном стали позначати і більший сад з цілим рядом специфічних деталей.
До кінця XVI століття чайний сад отримав розгорнуту форму. Він став ділитися невисокою огорожею з воротами на дві частини — зовнішню і внутрішню. Ці зони повинні створювати контрастний настрій. «Зовнішня росяна земля» повинна створювати відчуття очищення, «внутрішня» — посилювати настрій вабі.
Прохід через сад був першим щаблем відмови від світу повсякденності, перемикання свідомості для повноти естетичного переживання. За задумом майстрів чаю, сад ставав кордоном двох світів з різними законами, правилами, нормами. Він фізично і психологічно готував людину до сприйняття мистецтва і, більш широко, — краси.
Оскільки чайні будинки стали будувати в містах, поблизу від основного житлового будинку, як правило, оточеного хоча б невеликим садом, то поступово виникла ідея спеціального чайного саду, улаштування якого підкорялося правилам ритуалу.
Від «росяної зовнішньої землі» «росяна внутрішня земля» відокремлена живоплотом, і вступити до неї можна лише через «середню браму». Центральним компонентом «росяної внутрішньої землі» є місце для обмивання рук і полоскання рота. Очищення тіла від мирської суєти і грязі є необхідною умовою повного очищення людини. До місця обмивання рук і рота, до входу в чайний будиночок гості проходять по стежці з покладених на деякій відстані один від одного каменів, які називають «літаючим камінням». Ці камені є функціональним найважливішим компонентом «росяної землі». Камені кладуть на такій відстані одного від одного, щоб по них було зручно ступати. Композиції каменів можуть бути найрізноманітнішими, однак їхнє поєднання не повинно виглядати химерним.
На стежку укладається більший камінь, ніж будь-який з «літаючих» каменів, з якого зручно оглядати сад. Такий камінь називається головним каменем, або каменем для огляду речей. Камені грають величезну роль в ландшафті «чайного саду». Традиційно виділяється сім основних каменів: 1) камінь з виїмкою для води, 2) «передній камінь», 3) камінь перед входом в чайний будиночок, 4) камені-підставки; 5) камінь, на який у середні віки гості складали свої мечі, 6) камінь біля місця збору гостей; 7) декоративні камені.
Нарешті, на росяній землі встановлюються кам'яні світильники, які виконують дві функції: освітлюють Родз під час чаювань ввечері і рано вранці та відновлюють порушувану з настанням темряви рівновагу двох начал у просторі інь і янь. Як правило, встановлюються три кам'яних світильники: біля «середніх воріт», біля місця обмивання рук і рота і ще де-небудь на вибір планувальника «росяної землі». Світильники намагаються розмістити серед дерев, причому так, щоб ліхтар злегка прикривався гілкою. Велике значення приділяється траві, яка росте на «росяній землі»: за нею ретельно стежать, підстригають і при необхідності висаджують ті чи інші злаки. Іноді її покривають тонким шаром ретельно підібраних і добре промитих соснових голок, в різних місцях саду роблять гори, надаючи їм вигляд природних.
Місце збору гостей — будівля недалеко від вхідних воріт. Як правило, будиночок має передпокій, кімнату для приведення себе в порядок і кімнату, в якій гості очікують виходу на «росяну землю».
«Закритий простір» — чайний будиночок з приміщенням для проведення чаювань — є прямим продовженням простору відкритого. Для класичної чайної церемонії є чайний будиночок, типу колиби-Саанен. Неодмінним компонентом колиби-Соан є лаз-нідзірігуті, через який гість потрапляє з росяної землі в чайну кімнату. Пролізання через лаз символізує перехід у якийсь новий стан.
Підлогу в чайному павільйоні покривають циновками (татамі). Стандартні розміри циновок, 190×95 см, дозволяли з їхньою допомогою не тільки визначати розміри приміщення, але і всі пропорційні відношення в інтер'єрі. У чайному павільйоні Тай-ан має розмір у два татамі. У квадратному поглибленні підлоги містилося вогнище, яке використовувалося для церемоній у зимовий час.
Висота стелі різна в різних частинах кімнати: найнижча над місцем, де сидів господар. Виконана з натуральних нефарбованих матеріалів, як, втім, і всі інші елементи, стеля могла варіюватися в різних частинах — від простих дощок до візерункових плетених панелей з бамбука й очерету. На стелю звертали особливу увагу там, де в даху або верхній частині стіни були влаштовані вікна.
Стіни чайної кімнати найчастіше покриваються грубою штукатуркою. На ґратчастий остов наноситься земля, глина, перемішана з водою і соломою. Після висихання суміші соломинки повинні проглядатися досить чітко.
Найважливішим і майже обов'язковим елементом чайної кімнати є ніша — токонома. Вона грає головну роль в інтер'єрі чайної кімнати: у неї поміщають каліграфічний напис бокусекі, ставлять вазу з квіткою. Перше, що робить гість, увійшовши в чайну кімнату, це оглядає токонома і все, що є в ній. Зміст бокусекі, а також квітка і виставлений предмет, неабиякою мірою задають настрій чаювання. Огляд ніші є ритуальним актом, тому без токонома в чайній кімнаті обійтися важко.
У перших чайних будинках вікон взагалі не було, і світло проникало лише через вхід для гостей. Улаштуванню вікон, їхньому розміщенню, формі і величині надавалося велике значення. Зазвичай невеликого розміру, вони розташовані нерегулярно і на різному рівні від підлоги, використовуючись майстрами чаю для точного «дозування» природного освітлення і його спрямованості на потрібну зону інтер'єру. Оскільки інтер'єр був розрахований на фігуру сидячої людини, то найважливішою була освітленість простору над підлогою.
У приміщеннях, де проводяться чайні церемонії, відсутні будь-які меблі в сучасному розумінні, проте схожу з нею роль грають полички, які є найважливішим після ніші компонентом. Зовнішній вигляд полички, предмети, що лежать на ній, привертають увагу і викликають в учасників чаювання ті чи інші асоціації і створюють в кімнаті певний настрій.
До чайної кімнати примикає приміщення, в якому зберігається різне начиння, використовуване в церемонії, чай, харчові продукти. Тут же проводиться й попередня підготовка до чайного дійства. Це приміщення називають водною кімнатою.
Немає потреби говорити, яку роль у чайній церемонії грає використовуване в ній начиння. Начиння буває далеке і близьке. У «Списку речей, які використовуються для чайної церемонії», складеному в 1572 році, дається така класифікація начиння:
- Чайниці і чайні чашки-теммоку — перше близьке.
- Глечик з водою і чаша для зливання води — друге близьке.
- Чайна ложка, підставка для черпака, підставка для кришки — третє близьке.
- Ваза для квітів — далеке.
- Сувої-какемоно — більш далеке
- Курильниця для пахощів, банка з пахощами — найбільш далеке. Критерієм дальності або близькості тих чи інших предметів начиння була роль відповідного предмета в чайному дійстві.

Під час церемонії всі предмети чайного начиння використовуються в певній послідовності, вписуючись в інтер'єр приміщення, вони функціонують, дотримуючись встановленого ритму, а ритм задає ритуал чайного дійства.